# Монцелфелд
Монцелфелд (њем. Monzelfeld) општина је у њемачкој савезној држави Рајна-Палатинат. Једно је од 107 општинских средишта округа Бернкастел-Витлих. Према процјени из 2010. у општини је живјело 1.238 становника. Посједује регионалну шифру (AGS) 7231087.

## Географски и демографски подаци
Монцелфелд се налази у савезној држави Рајна-Палатинат у округу Бернкастел-Витлих. Општина се налази на надморској висини од 430 метара. Површина општине износи 12,5 km². У самом мјесту је, према процјени из 2010. године, живјело 1.238 становника. Просјечна густина становништва износи 99 становника/km².